# Malediven
De Malediven of Maldiven, officieel de Republiek der Malediven (Divehi: ދިވެހިރާއްޖޭގެ ޖުމްހޫރިއްޔާ , Dhivehi Raajjeyge Jumhooriyya), is een eilandengroep bestaande uit 1190 koraaleilanden, gegroepeerd in 26 atollen in de Indische Oceaan ten zuidwesten van India. De eilanden liggen verspreid over een oppervlakte van circa 90.000 km², maar de totale landoppervlakte is slechts een kleine 300 km². Het grootste eiland is 5 km² groot en er zijn er maar negen die groter zijn dan 2 km². Tweehonderd eilanden zijn bewoond en nog eens 88 vormen toeristenoorden. Er zijn een kleine 400.000 Malediviërs.

## Geschiedenis
De geschiedenis van de eerste bewoners is niet bekend, maar sommige archeologische vondsten wijzen er op dat de Malediven al circa 5000 jaar bewoond zijn. Andere bronnen beweren echter dat de kolonisatie van de Malediven pas ongeveer 500 jaar vóór Christus plaatsvond.
Er bestaan geen inlandse bronnen van vóór de 12e-eeuwse islamisering, maar wel Europese klassieke verwijzingen naar de Malediven. De Periplus van de Erythreïsche Zee (circa 90) vermeldt handel in schildpadschilden "zoals van het eiland tegenover Limurike" (Malabar), wat zou kunnen verwijzen naar de Malediven en de Laccadiven. Claudius Ptolemaeus (2e eeuw) heeft de duidelijkste verwijzing en noemt sommige van de eilanden bij naam. Ammianus Marcellinus (4e eeuw) vertelt over bezoekers van keizer Julianus die uit "Divi" en "Serendivi" komen; Serendivi is Sri Lanka, en waarschijnlijk verwijst Divi naar de Malediven.
Vanaf de 1e eeuw vóór Christus was het boeddhistisch, maar in 1154 bekeerde de toenmalige koning zich tot de islam en werd het Sultanaat van de Maldivische Eilanden opgericht. Er regeerden in totaal 84 sultans. In de 16e eeuw veroverde Portugal de Malediven. In het midden van de 17e eeuw nam de Vereenigde Oostindische Compagnie, nadat ze Ceylon op de Portugezen hadden veroverd, de macht op de Malediven over. In 1796 namen de Britten Ceylon en de Malediven over. In 1887 kwamen de Malediven onder Brits protectoraat.
Op 26 juli 1965 werden de Malediven opnieuw onafhankelijk, en in 1968 werd er voor een republiek gekozen. Vanaf 1978 was Maumoon Abdul Gayoom president. Hij werd vijfmaal herkozen. In november 2008 werd de voormalig politiek gevangene Mohamed Nasheed als zijn opvolger gekozen.
Van 1982 tot 2016 waren de Malediven lid van het Gemenebest van Naties.
Op 26 december 2004 werden de Malediven getroffen door de grote tsunami die het gevolg was van een aardbeving onder de Indische Oceaan. Door het gebrek aan een grote landmassa kon zich echter geen hoge vloedgolf opbouwen, waardoor het verwoestende effect minder was dan in landen op het continent of op veel grotere eilanden zoals het relatief nabijgelegen Sri Lanka. Hoewel de golven op de Malediven niet hoger kwamen dan circa 1,5 meter, was dit - door de geringe hoogte van de eilanden - toch voldoende om zeer aanzienlijke schade aan te richten. Circa 75 mensen kwamen om, 13 bewoonde eilanden en 29 toeristeneilanden werden compleet verwoest.

## Klimaatverandering
Als de zeespiegel twee meter stijgt door klimaatverandering, zullen de Malediven onder water lopen. Daarom is klimaatbescherming een belangrijke prioriteit voor de regering, en de regering stuurt daarom naar vrijwel elke klimaatconferentie een stevige delegatie. Deze delegaties proberen te bewerkstelligen, dat de internationale gemeenschap zich houdt aan ambitieuze doelstellingen voor klimaatbehoud.
President Mohamed Nasheed (2008-2012) heeft belangrijke maatregelen genomen: een bepaald percentage van de staatsbegroting moest worden gebruikt voor nieuwe landwinning. Tegen de achtergrond van de stijgende zeespiegel wilde de eilandenstaat op tijd zijn, om reserveland voor haar bevolking klaar te hebben, mocht een belangrijk deel van de archipel door de zee verzwolgen worden. Voorafgaand aan de klimaatconferentie van Kopenhagen hield Nasheed op 17 oktober 2009 demonstratief een kabinetsvergadering onder water, wat internationaal sterk de aandacht trok.
De opvolgers van Nasheed hebben het roer radicaal omgegooid. Ze gingen inzetten op massatoerisme en lieten vier nieuwe luchthavens bouwen op de eilanden Hoarafushi, Funadhoo, Madivaru en Maavarulu. De landingsbanen van de nieuwe vliegvelden liggen naast het strand...
Verder wordt sinds 1997 gebouwd aan het kunstmatig eiland Hulhumalé, dat 1,98 meter boven de zeespiegel ligt. Bewoners van bedreigde eilanden moeten in de toekomst worden ondergebracht in torenflats op dit eiland.

## Geografie

Deze animatie toont de vorming van lagunes en atollen, een proces dat ook de eilanden van de Malediven heeft gevormd

De Malediven bestaan uit 1190 koraaleilanden, gegroepeerd in 26 atollen. Deze liggen (met uitzondering van door de mens opgehoogde delen) gemiddeld 1,5 meter boven zeeniveau. Het hoogste punt van het land bedraagt 2,4 m en ligt op het eiland Villingili. Hiermee is het het laagst gelegen land ter wereld, met de laagste gemiddelde hoogte en met het laagste hoogste punt. De totale kustlijn bedraagt 644 km. Met 298 km² is het het kleinste land van Azië. Het grootste eiland van de Malediven is Gan.

## Atollen & bestuurlijke indeling
De Malediven bestaan uit 22 natuurlijke atollen en een aantal kleine eilanden die als kleine atollen gezien kunnen worden. De bestuurlijke indeling van de Malediven kan enigszins verwarrend zijn. Voor de administratieve eenheden wordt namelijk ook het woord atol gebruikt. Een bestuurlijk atol kan één of meerdere geografische atollen omvatten of juist een gedeelte van een atol. Daarnaast is er nog separaat de hoofdstad Malé. Het woord atol komt oorspronkelijk voort uit het Divehi ('atholhu') en is in veel wereldtalen overgenomen.
Van noord naar zuid zijn er de volgende natuurlijke en bestuurlijke atollen.
| Nr | Natuurlijk atol           | Groep           | Bestuurlijke indeling                                |
| -- | ------------------------- | --------------- | ---------------------------------------------------- |
| 1  | Ihavandhippolhu-atol      | Thiladhunmati   | Haa Alif-atol                                        |
| 2  | Thiladhunmathi-atol       | Thiladhunmati   | Haa Alif-atol (noorden) Haa Dhaalu-atol (zuiden)     |
| 3  | Makunudhoo (eiland)       | Miladhummadulhu | Haa Dhaalu-atol                                      |
| 4  | Miladhunmadulhu-atol      | Miladhummadulhu | Shaviyani-atol (noorden) Noonu-atol (zuiden)         |
| 5  | Maalhosmadulhu-atol       | Maalhosmadulhu  | Raa-atol (noorden) Baa-atol (zuiden)                 |
| 6  | Fasdūtherē (atol)         | Maalhosmadulhu  | Baa-atol                                             |
| 7  | Goifulhafehendhu-atol     | Maalhosmadulhu  | Baa-atol                                             |
| 8  | Faadhippolhu-atol         | Faadhippolhu    | Lhaviyani-atol                                       |
| 9  | Noordelijke Malé-atol     | Malé            | Kaafu-atol Malé (hoofdstad)                          |
| 10 | Zuidelijke Malé-atol      | Malé            | Kaafu-atol                                           |
| 11 | Gaafaru (eiland)          | Malé            | Kaafu-atol                                           |
| 12 | Kaashidhoo (eiland)       | Malé            | Kaafu-atol                                           |
| 13 | Thoddoo (atol)            | Ari             | Alif Alif-atol                                       |
| 14 | Rasdhoo-atol              | Ari             | Alif Alif-atol                                       |
| 15 | Ari-atol                  | Ari             | Alif Alif-atol (noorden) Alif Dhaal-atol (zuiden)    |
| 16 | Felidhu-atol              | Felidhu         | Vaavu-atol                                           |
| 17 | Vattaru-atol              | Felidhu         | Vaavu-atol                                           |
| 18 | Mulaku-atol               | Mulaku          | Meemu-atol                                           |
| 19 | Noordelijke Nilandhé-atol | Nilandhe        | Faafu-atol                                           |
| 20 | Zuidelijke Nilandhé-atol  | Nilandhe        | Dhaalu-atol                                          |
| 21 | Kolhumadulu-atol          | Kolhumadulhu    | Thaa-atol                                            |
| 22 | Haddhunmathi-atol         | Haddhunmathi    | Laamu-atol                                           |
| 23 | Huvadhu-atol              | Huvadhu         | Gaafu Alif-atol (noorden) Gaafu Dhaalu-atol (zuiden) |
| 24 | Fuvammulah (eiland)       | Fuvammulah      | Gnaviyani-atol                                       |
| 25 | Addu-atol                 | Addu            | Seenu-atol                                           |

## Staatsinrichting
- staatshoofd: President Mohamed Muizzu, sinds 17 november 2023
- regeringsleider: Mohamed Muizzu
- parlement: termijn 5 jaar, eenkamerparlement, de Majlis, die 48 leden bevat (40 gekozen door de bevolking en 8 gekozen door de president)

Het volkslied is Gavmee Salaam (Dhivehi: ޤައުމީ ސަލާމް). De tekst is geschreven door Mohamed Jameel Didi in 1948, en de muziek erbij is gemaakt door Pandit Wannakuwattawaduge Don Amaradeva in 1972.

## Klimaat
Over het algemeen kan het klimaat op de Malediven worden omschreven als heet en vochtig. De temperaturen liggen gemiddeld tussen 26°C en 28°C 's nachts en tussen 30°C en 32°C overdag. Door de nabijheid van de evenaar en de oceaan blijft de luchtvochtigheid tussen 70% en 90%. De gevoelstemperatuur overschrijdt vaak de 40°C, maar de hitte wordt getemperd door de constante aanwezigheid van lichte zeebriesjes, wat zorgt voor een uiterst aangename toeristische ervaring.
Hetzelfde kan worden gezegd van het zeewater, dat niet alleen doorzichtig en kleurrijk is, maar ook nooit kouder is dan 27°C, waardoor een bloeiend onderwaterleven kan bestaan. De temperatuur van het water, die over het algemeen hoger is dan die van de oceaan die de archipel omringt (dankzij het sterke zonlicht van het lage water van de lagunes), bevordert de aanwezigheid van een even talrijke als weelderige onderwaterflora en -fauna.
| Klimaattabel van de Malediven | Klimaattabel van de Malediven | Klimaattabel van de Malediven | Klimaattabel van de Malediven | Klimaattabel van de Malediven | Klimaattabel van de Malediven | Klimaattabel van de Malediven | Klimaattabel van de Malediven | Klimaattabel van de Malediven | Klimaattabel van de Malediven | Klimaattabel van de Malediven | Klimaattabel van de Malediven | Klimaattabel van de Malediven |
| Maand                         | JAN                           | FEB                           | MRT                           | APR                           | MEI                           | JUN                           | JUL                           | AUG                           | SEP                           | OKT                           | NOV                           | DEC                           |
| ----------------------------- | ----------------------------- | ----------------------------- | ----------------------------- | ----------------------------- | ----------------------------- | ----------------------------- | ----------------------------- | ----------------------------- | ----------------------------- | ----------------------------- | ----------------------------- | ----------------------------- |
| zonuren/dag                   | 8                             | 9                             | 8                             | 7                             | 6                             | 6                             | 6                             | 6                             | 6                             | 5                             | 6                             | 8                             |
| Middagtemp. in °C             | 29                            | 29                            | 30                            | 31                            | 31                            | 30                            | 31                            | 30                            | 30                            | 30                            | 29                            | 29                            |
| Nachttemp. in °C              | 26                            | 26                            | 27                            | 27                            | 27                            | 26                            | 26                            | 26                            | 26                            | 26                            | 26                            | 26                            |
| Watertemp. in °C              | 27                            | 27                            | 28                            | 29                            | 29                            | 28                            | 28                            | 27                            | 27                            | 28                            | 28                            | 27                            |
| Dagen met regen               | 4                             | 4                             | 7                             | 8                             | 12                            | 10                            | 10                            | 12                            | 12                            | 15                            | 12                            | 12                            |

## Economie
Ondanks het exclusieve insulaire karakter hebben de Malediven vrijwel nooit te lijden gehad van een al te groot isolement, aangezien zij aan de voornaamste verbindingswegen liggen tussen Europa, Afrika en het Midden-Oosten enerzijds en het Indisch subcontinent, het Verre Oosten en Australië anderzijds.
Vóór de periode van het massatoerisme (dat jaarlijks ongeveer een miljoen bezoekers trekt) kwamen de enige rijkdommen van de archipel bijna uitsluitend uit de zee, met name uit de visserij: een overvloed aan vis, begunstigd door betrekkelijk warm, ondiep water dat goed van zuurstof wordt voorzien door de stromingen, werd eeuwenlang ten volle geëxploiteerd door de inwoners, die hun economie en hun levenswijze op de visvangst baseerden. Ook nu nog is een vijfde van de beroepsbevolking van de archipel werkzaam in de visserijsector, die goed is voor een zesde van het bruto nationaal product. De visrijke wateren van de oceaan zitten vol met tonijn en makreel. Bijzondere soorten zijn de zeilvis en de zogenaamde "Maldives fish", een soort tonijn die vooral gedroogd en gerookt naar Sri Lanka wordt geëxporteerd.
Ten minste tot de 16e eeuw leverde de oceaan rond de Malediven nog een andere economisch fundamentele hulpbron, namelijk de prachtige schelpdieren van de soort Cypraea moneta, die eeuwenlang, zoals de naam al aangeeft, het belangrijkste ruilmiddel waren langs de Aziatische en Afrikaanse kusten van de Indische Oceaan: De officiële munteenheid is al lang de roepie geworden, maar de schelpen die de Malediven bekend maakten als de oude "zilveren eilanden" worden nog steeds gevist door de inheemse bevolking die er halskettingen of souvenirs van maakt.
Het milde klimaat, de schoonheid van de landschappen, de lagunes en de onderwaterwereld met zijn onvergelijkbare flora en fauna hebben sinds de jaren tachtig een aanzienlijke ontwikkeling van het toerisme mogelijk gemaakt. Grote resorts, gereserveerd voor buitenlanders, zijn gebouwd op eilanden, waarvan zij dikwijls de enige bebouwing zijn, en waarvan de inwoners van het land ver verwijderd zijn. De regering staat alleen toe dat hotels worden gebouwd op verlaten eilanden (er zijn er zo'n duizend).
Wat de economische activiteiten betreft, moet worden opgemerkt dat in de secundaire sector moderne industrieën soms in de plaats zijn gekomen van oude traditionele ambachten, bijvoorbeeld bij de bouw van pleziervaartuigen van glasvezelversterkte kunststof en bij de conservering van vis. Maar vele vormen van handwerk blijven bestaan, zoals de vervaardiging van touwen, houten en metalen voorwerpen en gebruiksvoorwerpen, vissersboten gemaakt van kokoshout en zelfs de bouw van huizen, gemaakt van palmhout op fundamenten van kalksteenblokken die met een bijl uit de koraalriffen zijn gehaald. In de loop der eeuwen hebben sommige eilanden van de archipel zich gespecialiseerd in verschillende soorten ambachtelijke activiteiten. In Gaafu Dhaalu Atoll, bijvoorbeeld, staat het eiland Gadhdhoo bekend om de productie van "kunaa", prachtige matten versierd met abstracte geometrische patronen en elegant geverfd in lichte natuurlijke kleuren, die worden gebruikt voor meubilair maar ook tijdens gebeden. De beste lakproductie is in Thuladhoo, in Baa Atoll. Verschillende soorten hout worden gebruikt om vazen, kistjes en houtjes van verschillende vormen en afmetingen te maken, die vervolgens worden beschilderd met verschillende lagen gekleurde lak. Na droging wordt de lak geëtst om de verschillende kleurlagen te onthullen, wat leidt tot ornamentale en florale motieven. Deze voorwerpen zijn erg kleurrijk. Zuid-Nilandhe Attol is beroemd om zijn juwelen: goudsmeden werken op het eiland Ribudhoo en zilversmeden op het eiland Hulhudeli.

### Toerisme

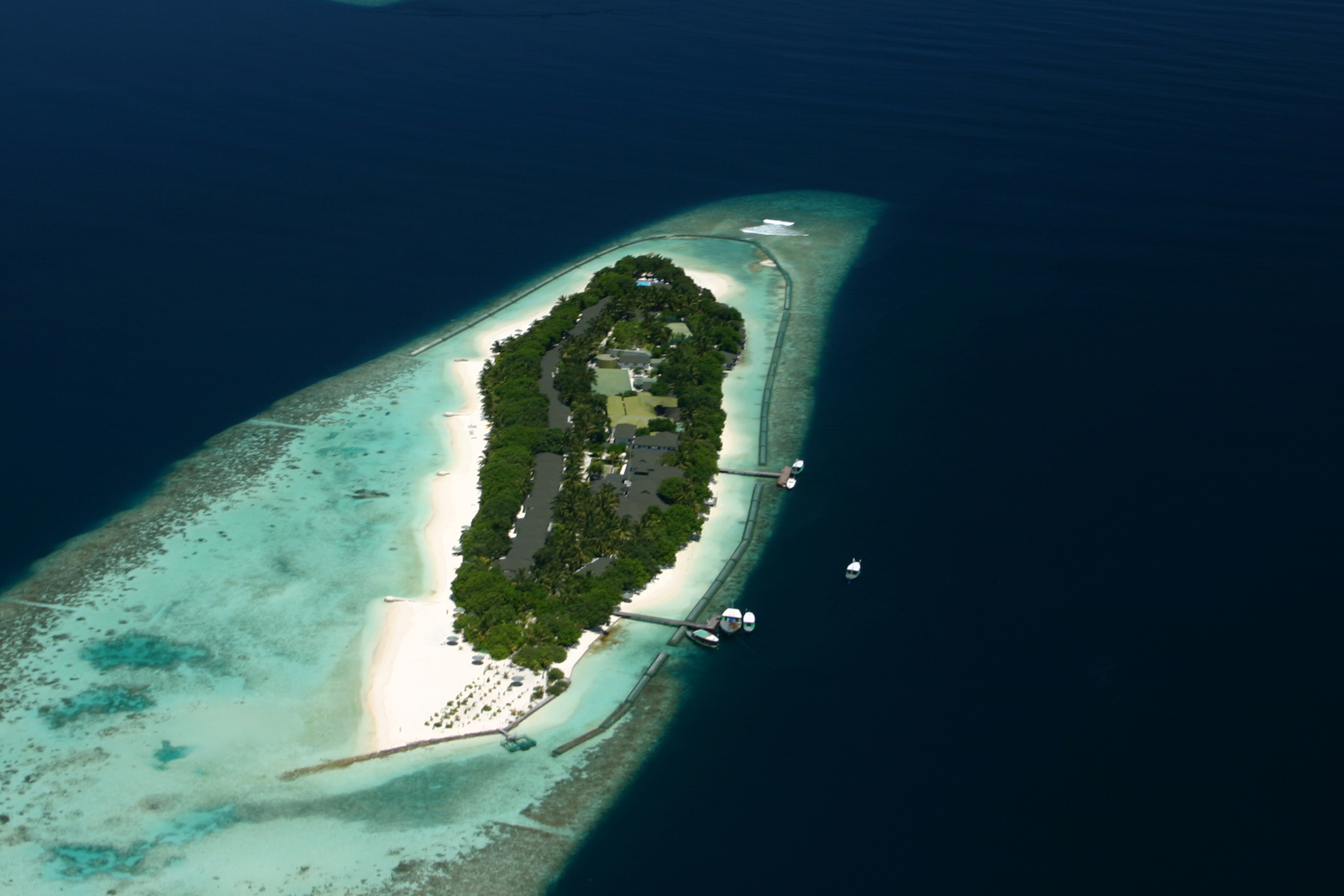
Een typisch hoteleiland (Landaa Giraavaru)

Vanaf de jaren zeventig van de 20e eeuw werden toeristen aangetrokken dankzij het buitengewone onderwaterleven. Anno 2020 zijn op een negentigtal van de eilanden exclusieve resorts of hoteleilanden gevestigd. Toerisme is daarmee een van de belangrijkste financiële inkomsten van de Malediven. Jaarlijks komen er ongeveer een miljoen toeristen naar die luxehotels.
Bevolkingsdruk en talrijke ontwikkelingen hebben het eilandmilieu aangetast. Bovendien bedreigt de stijging van de zeespiegel de werking van het toerisme op lange termijn, maar het aantal toeristen neemt van jaar tot jaar toe: in 1986: 114.000; 1996: 338.000; 1998: 396.000 en 1999: 430.000. De toeristen komen voor 77% uit Europa; voor 19% uit Azië; voor 2% uit Oceanië; voor 1,5% uit Amerika en voor 0,5% uit Afrika.
In het land wordt een strikte versie van de islam beleden. Het land probeert zoveel mogelijk contact te vermijden tussen toeristen (die vreemde valuta meebrengen) en de bewoners die op de afgelegen eilanden wonen. Tot 2009 waren die bezoeken enkel toegestaan tijdens excursies georganiseerd door een resort.

### Duiksport
De rijkdom van de onderwaterwereld van de Maledivische atollen is een buitengewone attractie voor duikliefhebbers, die kunnen kiezen uit een groot aantal sites, waarvan sommige tot de beste ter wereld behoren. Veel gebieden van het koraalrif, waar een ongelooflijk gevarieerde en kleurrijke onderwaterfauna in overvloed aanwezig is, zijn gemakkelijk bereikbaar vanaf de eilanden.

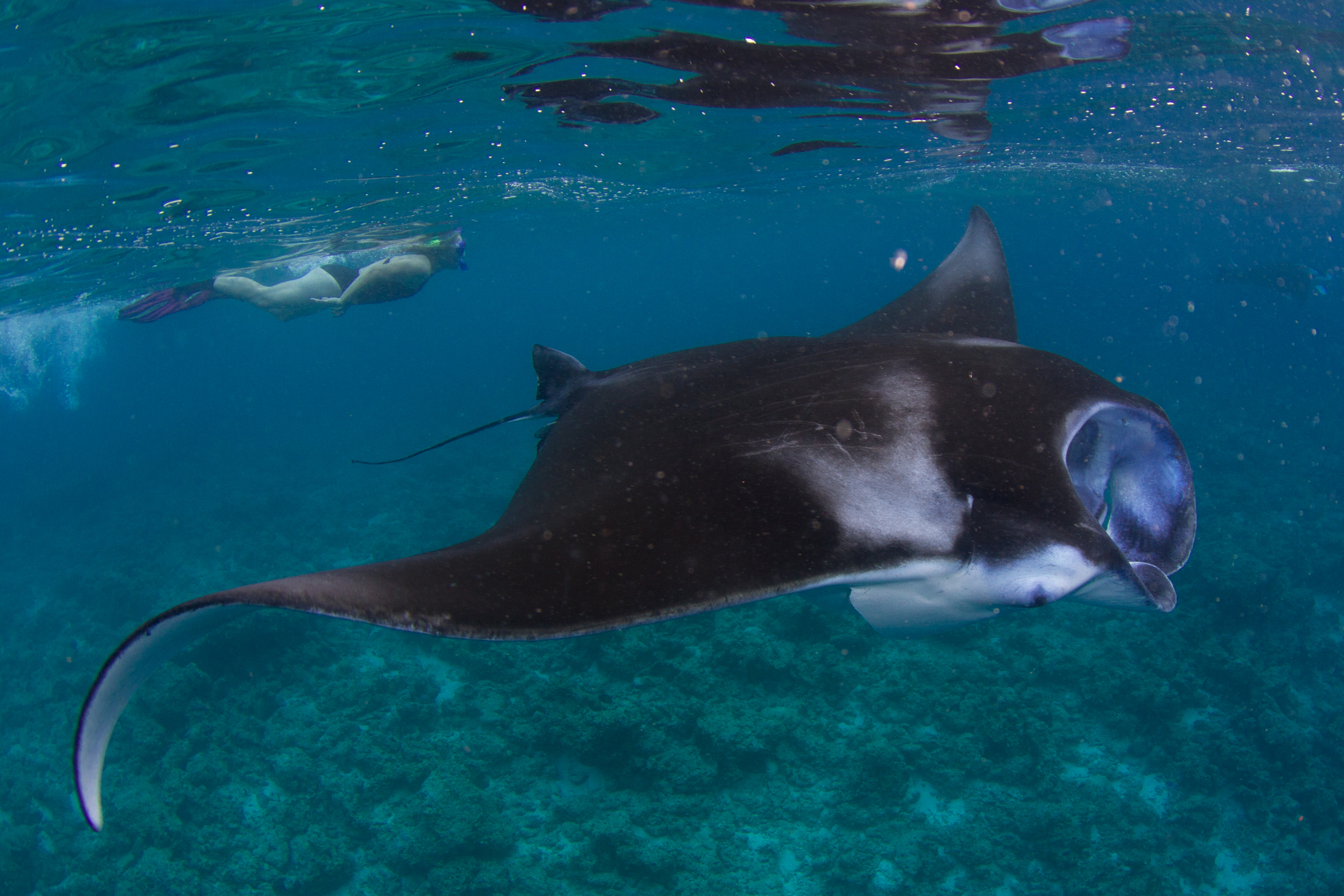
Reuzenmanta
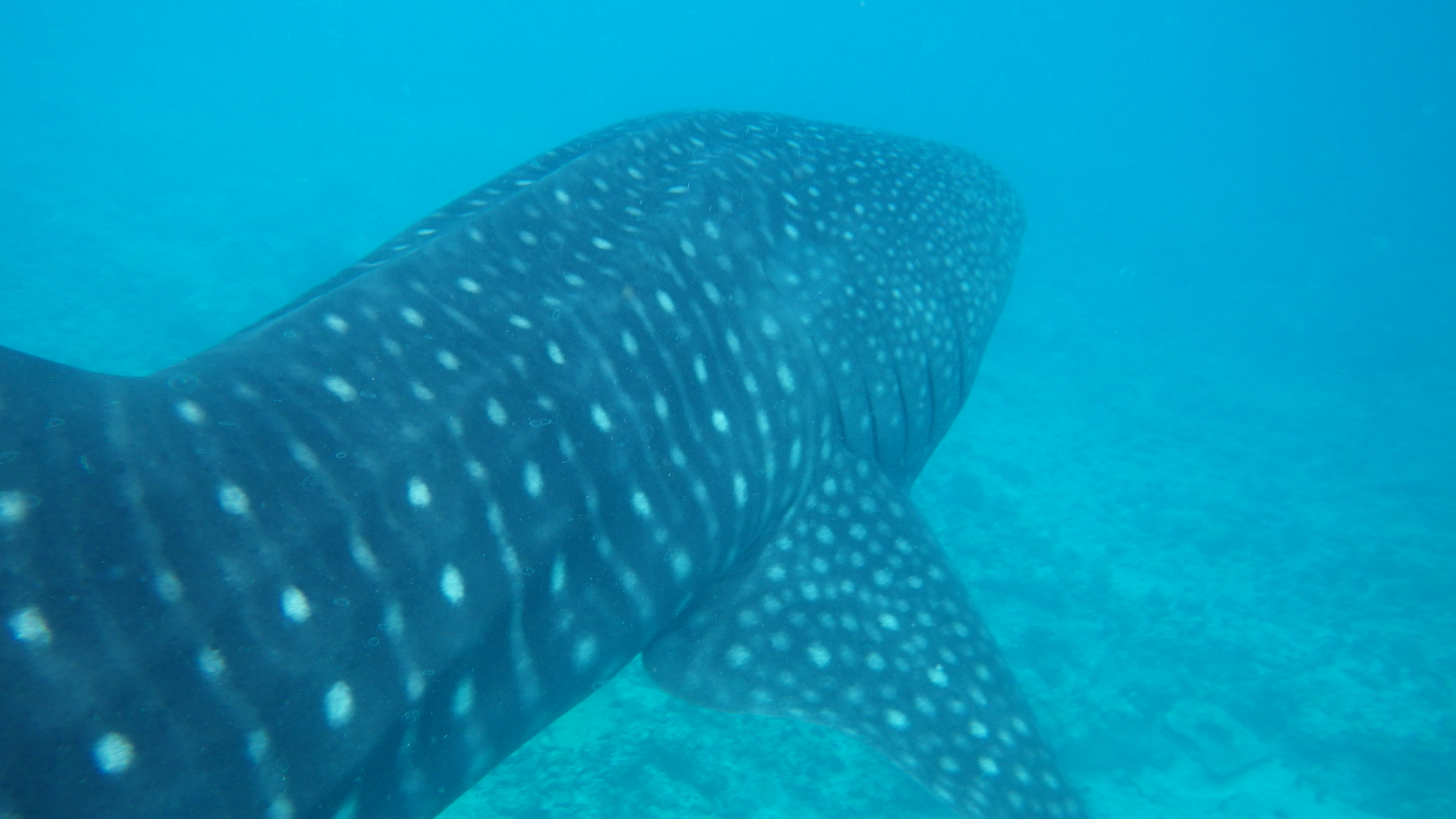
Walvishaai
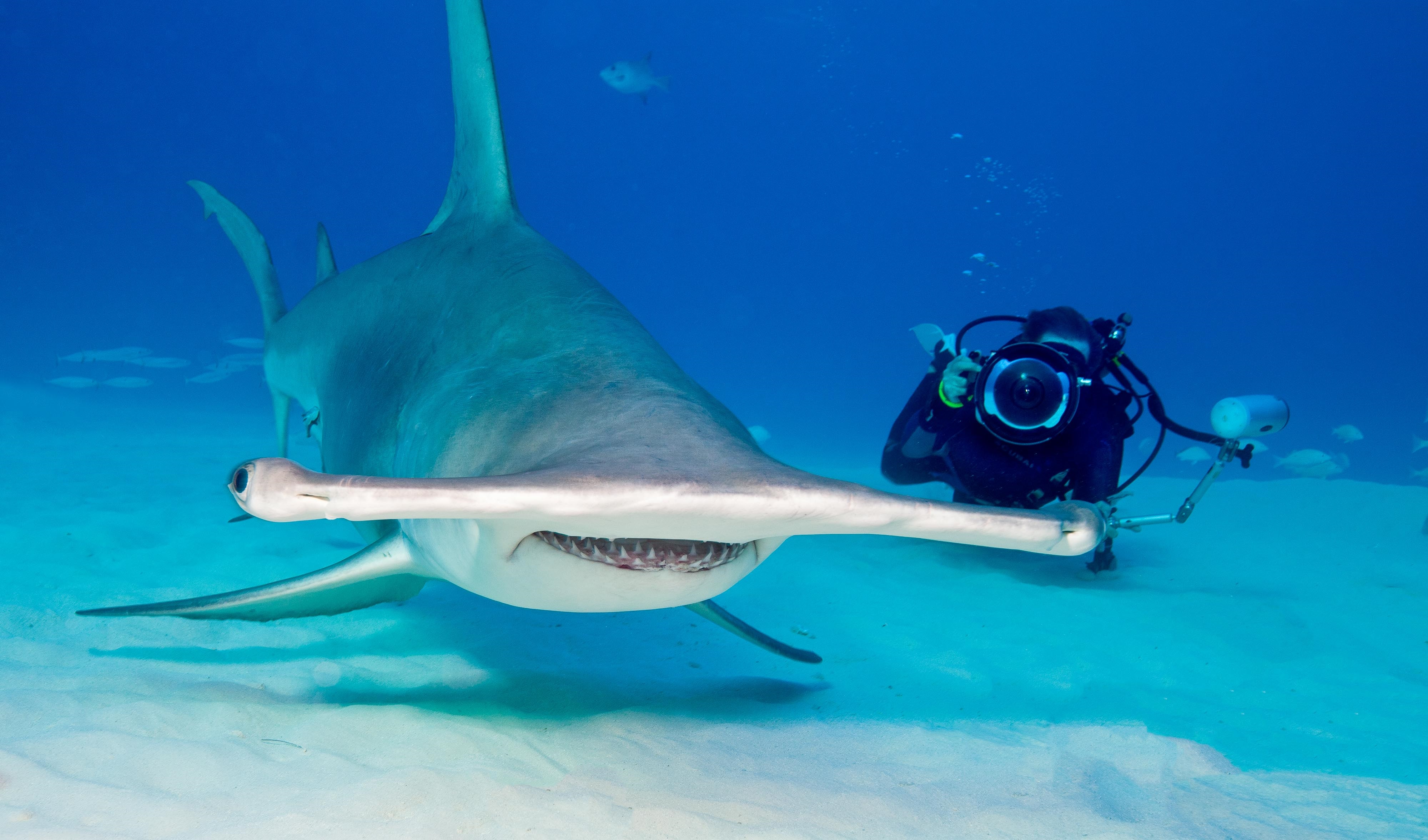
Hamerhaai

## Religie
De bevolking is voor het grootste gedeelte moslim, andere godsdiensten zijn door de overheid verboden. Sinds december 2007 is de grondwet gewijzigd waarin vermeld staat dat de islam een voorwaarde is van het burgerschap in de Malediven. Het land staat volgens Open Doors op de 13e plaats als het gaat om extremistische christenvervolging.

## Galerij

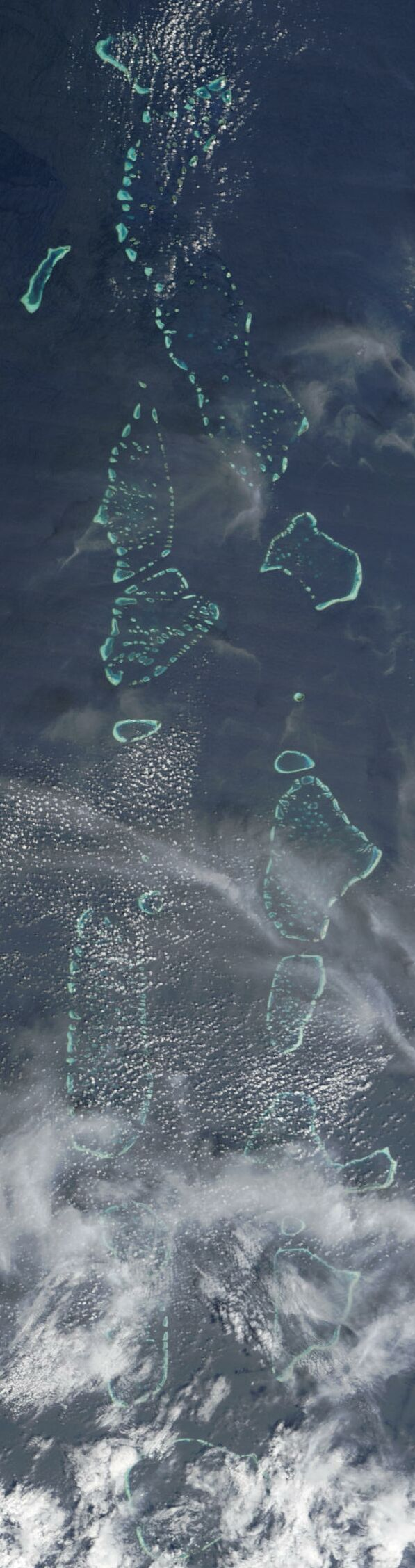
Satellietfoto
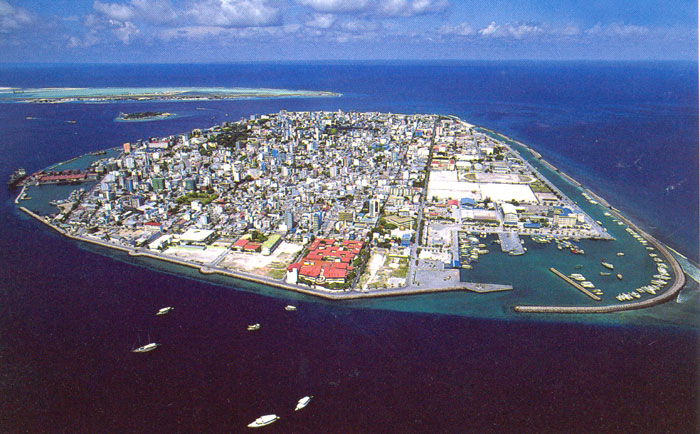
Hoofdstad Malé
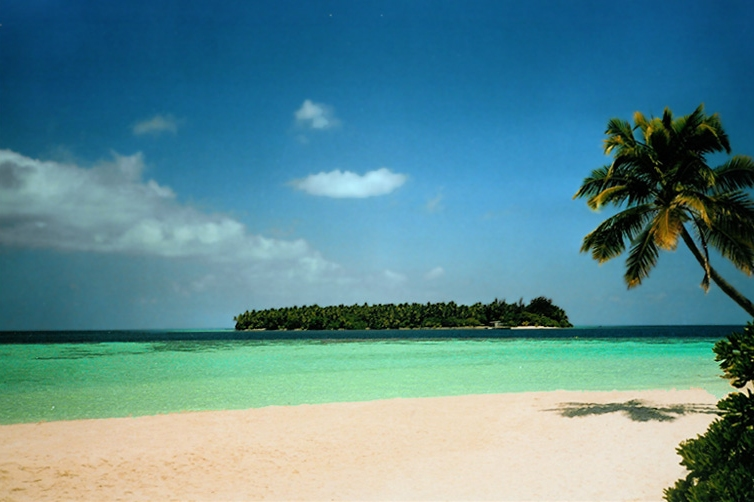
Digofinolu, Zuid-Malè atol
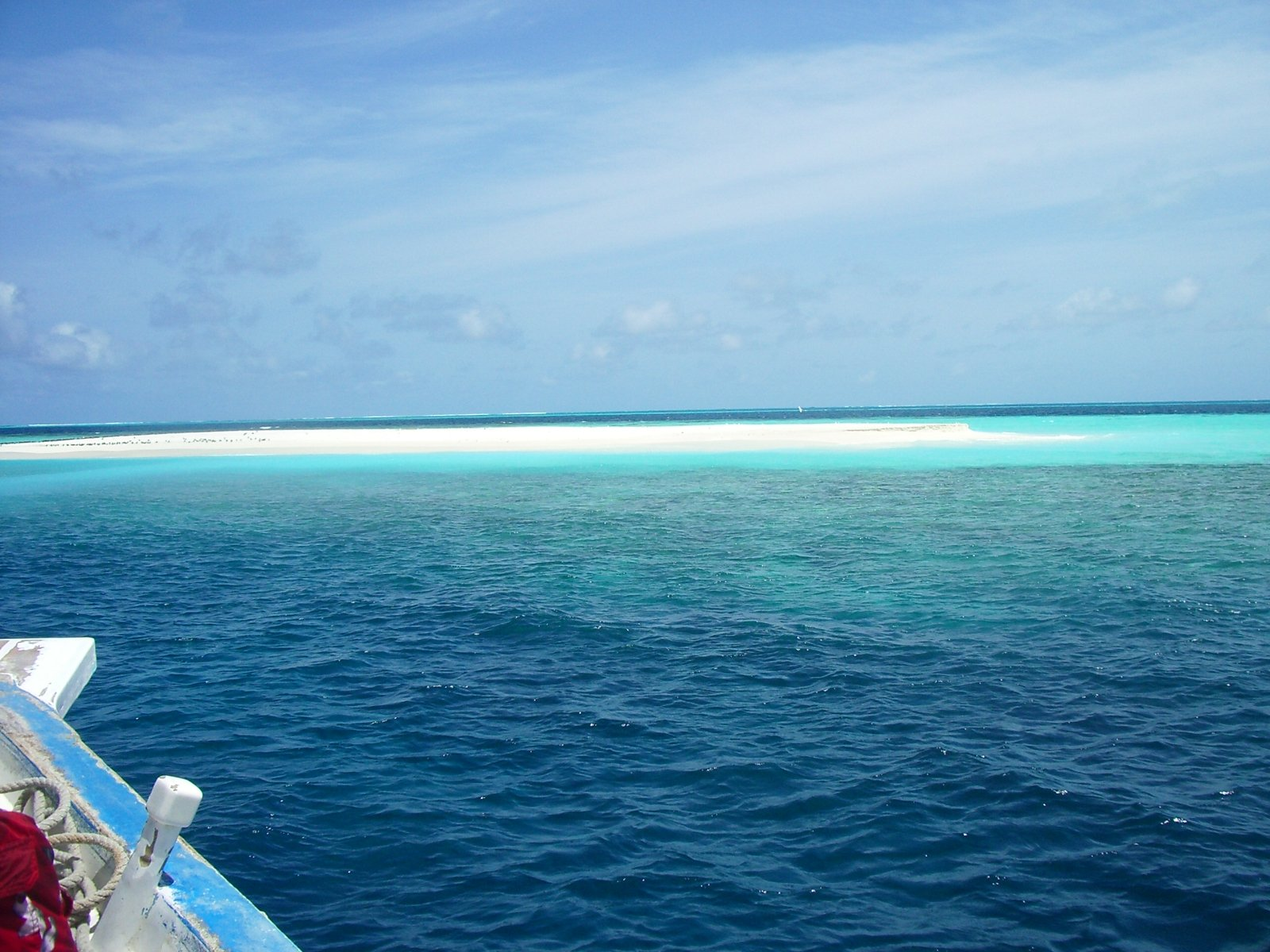
Zandbank